# Gerhard Stumm
Gerhard Stumm (* 1950 in Wien) ist ein österreichischer Psychologe, personenzentrierter Psychotherapeut, Psychotherapie-Ausbilder (Forum – Sektion der Arbeitsgemeinschaft für Personzentrierte Psychotherapie, Gesprächsführung und Supervision APG) und Herausgeber mehrerer Standardwerke.
Gemeinsam mit Alfred Pritz hat Gerhard Stumm zwei enzyklopädische Werke herausgegeben: im Jahr 2000 das Wörterbuch der Psychotherapie, 2005 das Personenlexikon der Psychotherapie. 1988 hat er – gemeinsam mit Andrea Brandl-Nebehay und Friedrich Fehlinger – das Handbuch für Psychotherapie ediert, welches 1996 neu aufgelegt wurde. Das Übersichtswerk Psychotherapie. Schulen und Methoden. Eine Orientierungshilfe für Theorie und Praxis erschien unter seiner Herausgeberschaft im Jahr 2011 in dritter, vollständig neu bearbeiteter Auflage.

## Wichtige Publikationen
- Handbuch für Psychotherapie und psychosoziale Einrichtungen, gemeinsam mit Andrea Brandl-Nebehay und Friedrich Fehlinger, Falter Verlag, Wien 1988 (Erstauflage), 1996 (Neuauflage),  ISBN 978-3854391494
- Psychotherapie. Schulen und Methoden. Eine Orientierungshilfe für Theorie und Praxis. Hrsg. im Falter Verlag, Wien 2011 (3., vollständig überarbeitete Auflage), ISBN 978-3854394488
- Wörterbuch der Psychotherapie, Hrsg. gemeinsam mit A. Pritz, Springer Wien-New York, 2000, ISBN 978-3211832486
- Personenlexikon der Psychotherapie, Hrsg. gemeinsam mit A. Pritz, P. Gumhalter, P. Voracek, N. Nemeskeri, Springer Wien-New York 2005, ISBN 9783211838181